# Le Bény-Bocage

Le Bény-Bocage este o comună în departamentul Calvados, Franța. În 1 ianuarie 2018 avea o populație de 1.059 de locuitori.